# Gaspar Peeter Verbruggen der Jüngere

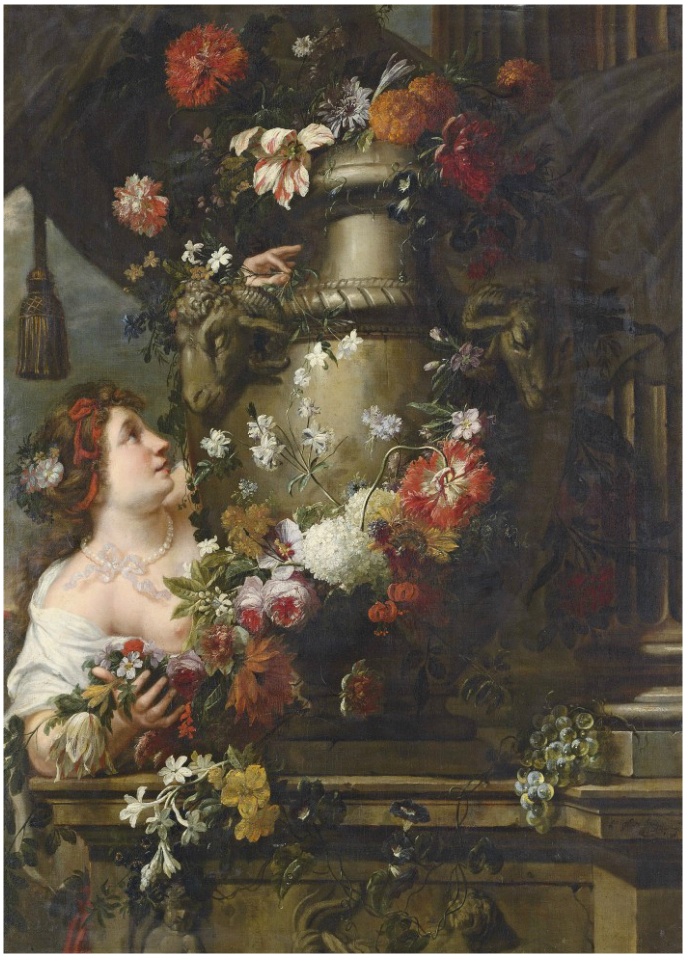
G. P. Verbruggen II und unbekannter Figurenmaler: Eine Dame schmückt eine Urne mit Blumen, 1690, sign. & dat., 156,8 × 104,3 cm, Privatsammlung (?)

Gaspar Peeter Verbruggen oder Gasparo Pedro Verbruggen (auch: Kasper Peter Verbruggen, Gaspar Pieter Verbruggen (II), Pedro Verbruggen, Gaspar Peeter Verbrugghen (II), Gaspar Pieter Verbrugghen (II), Gaspar Pedro Verbrugghen, Pedro Verbrugghen; getauft am 11. April 1664 in Antwerpen; begraben am 14. März 1730 ebenda) war ein flämischer Maler, der für seine Stillleben mit Blumen und Früchten bekannt ist.

## Leben

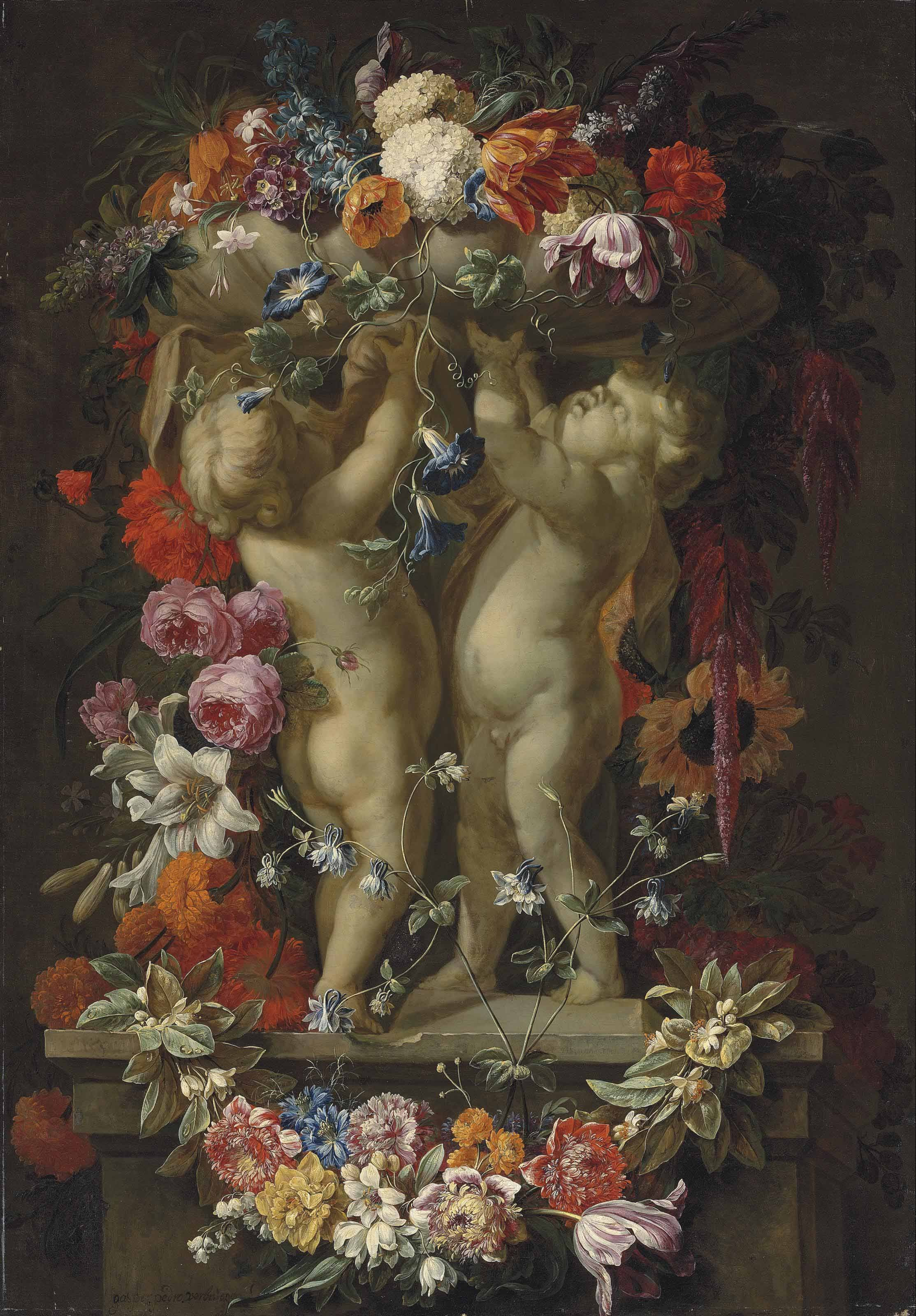
Zwei Marmorputti halten eine Schale mit Blumen, sign., 134 × 54,5 cm, Privatsammlung (?)

Gaspar Peeter Verbruggen war der Sohn von Gaspar Peeter Verbruggen dem Älteren und dessen erster Frau Catharina van Everdonck. Sein Vater war ein erfolgreicher Stilllebenmaler, und der junge Gaspar Peeter wuchs in einem wohlhabenden Elternhaus auf. Sein Vater bildete ihn schon in jungen Jahren aus. Gaspar Peeter der Jüngere wurde im Gildenjahr 1677–1678 im Alter von 13 Jahren Meister der Lukasgilde von Antwerpen.
Verbruggen war im Gildenjahr 1691/1692 Dekan der Gilde. 1694 schenkte er der Gilde das Gemälde, welches heute im Königlichen Museum in Antwerpen hängt, als Dank für die Aufnahme seiner Schüler Balthasar Hyacinth Verbruggen und Jacob Melchior van Herck.

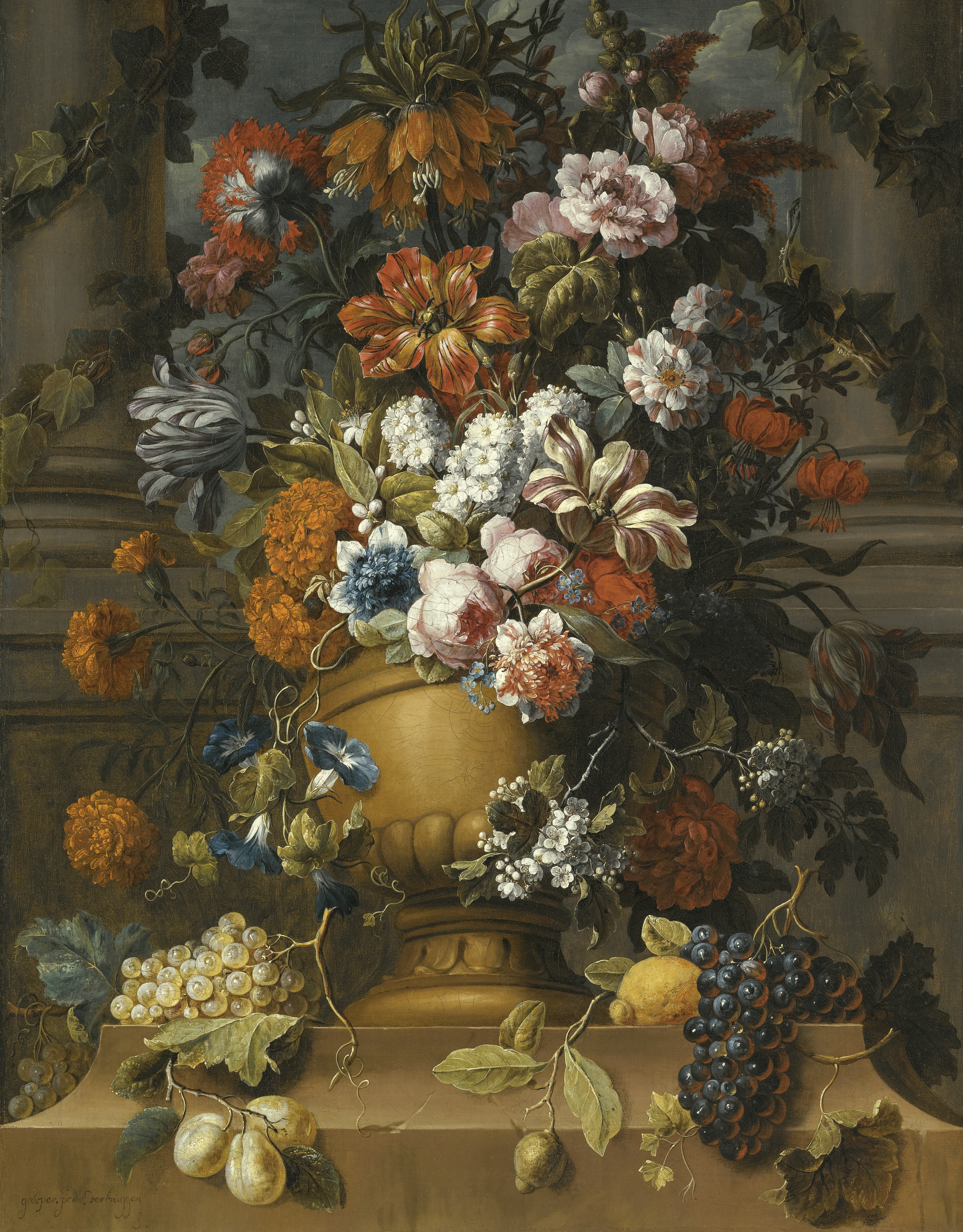
Blumen in einer Urne, mit Früchten auf einem Piedestal, sign., 123 × 96,8 cm, Privatsammlung (?)

Verbruggen war erfolgreich und lebte in einem Haus an der vornehmen Meir. Er heiratete am 22. Juni 1700 Dymphna van der Voort. Seine Frau starb kurz nach der Hochzeit und wurde am 18. September 1702 begraben.
Der Künstler lebte über seine Verhältnisse und war 1703 gezwungen, alle seine Gemälde zu verkaufen. Der Erlös aus dem Verkauf reichte nicht aus, um alle seine Schulden zu decken.
Er beschloss, Flandern 1705 zu verlassen und in die Republik der Vereinigten Niederlande zu gehen. Er ließ sich in Den Haag nieder, wo er zahlreiche Aufträge für die Dekoration bedeutender Residenzen erhielt. 1708 trat er der Lukasgilde von Den Haag bei. Trotz seines kommerziellen Erfolgs blieben seine Ausgaben höher als seine Einnahmen. Er kehrte als armer Mann nach Antwerpen zurück. Seine alten Künstlerfreunde sorgten dafür, dass er die Stelle eines „Knaap“ (Jungen) in der Antwerpener Lukasgilde annahm, eine Position, die er von 1723 bis zu seinem Tod innehatte. Er wurde am 14. März 1730 in der Kathedrale von Antwerpen beigesetzt.
Zu seinen Schülern zählten sein Halbbruder Balthasar Hyacinth Verbruggen (Sohn seines Vaters und dessen zweiter Frau Sara Catharina Raeps), Jacob Melchior van Herck (sein Schwager, Halbbruder oder Stiefbruder), Frans d’Olivero, Peter Frans Casteels und Gillis Vinck.

## Werk
Verbruggen war ein Spezialist für die Malerei von Stillleben. Er malte viele Untergattungen des Stilllebens, wie etwa Früchtestillleben, Blumenstücke und Girlandenbilder. Auch seine allegorischen Gemälde und seine Porträts sind in der Regel üppig mit Blumen ausgestattet. Sein Stil ist insbesondere von den italienischen Künstlern Mario Nuzzi und Michele Pace del Campidoglio inspiriert. Auch das Werk des französischen Malers Jean-Baptiste Monnoyer hatte Einfluss auf ihn.

## Bildergalerie

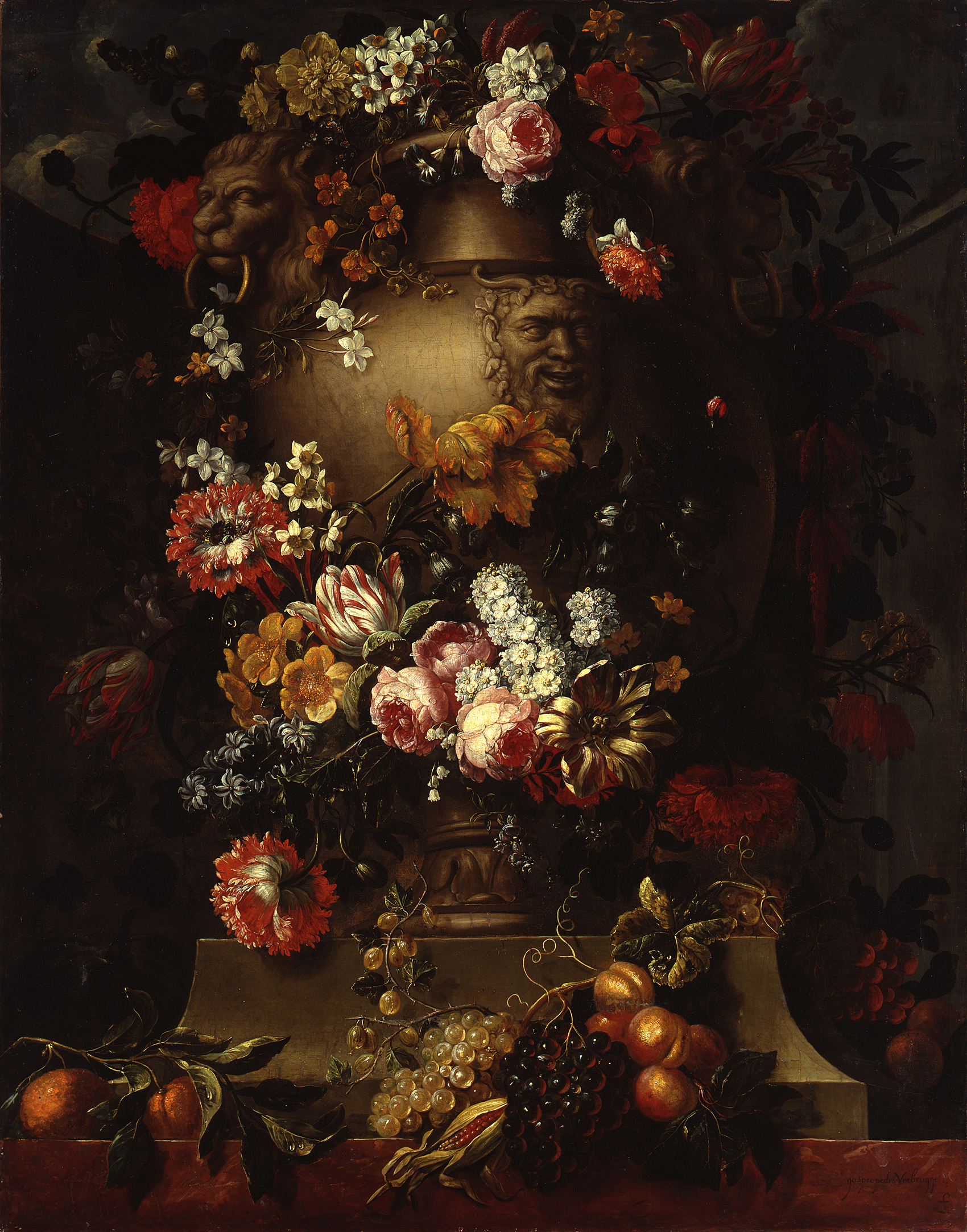
Steinvase mit Blumen-und Früchtegirlanden, um 1680, 136 × 107,6 cm, Gemäldegalerie Berlin
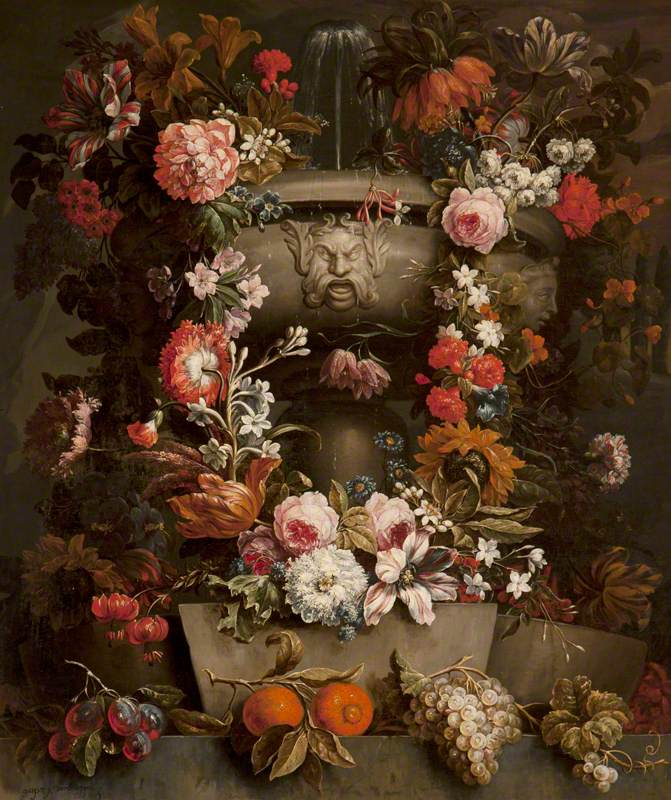
Blumenstillleben in einer Urne, 144,5 × 114,5 cm, National Trust, Mottisfont Abbey
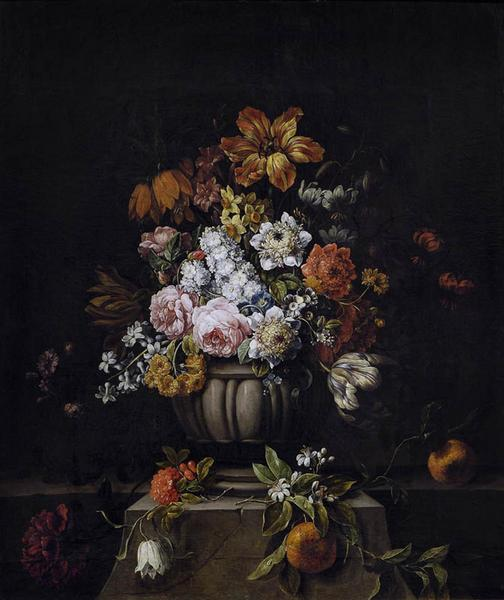
Vase mit Blumen, 111 × 95 cm, Louvre/Musée des Beaux Art, Straßburg
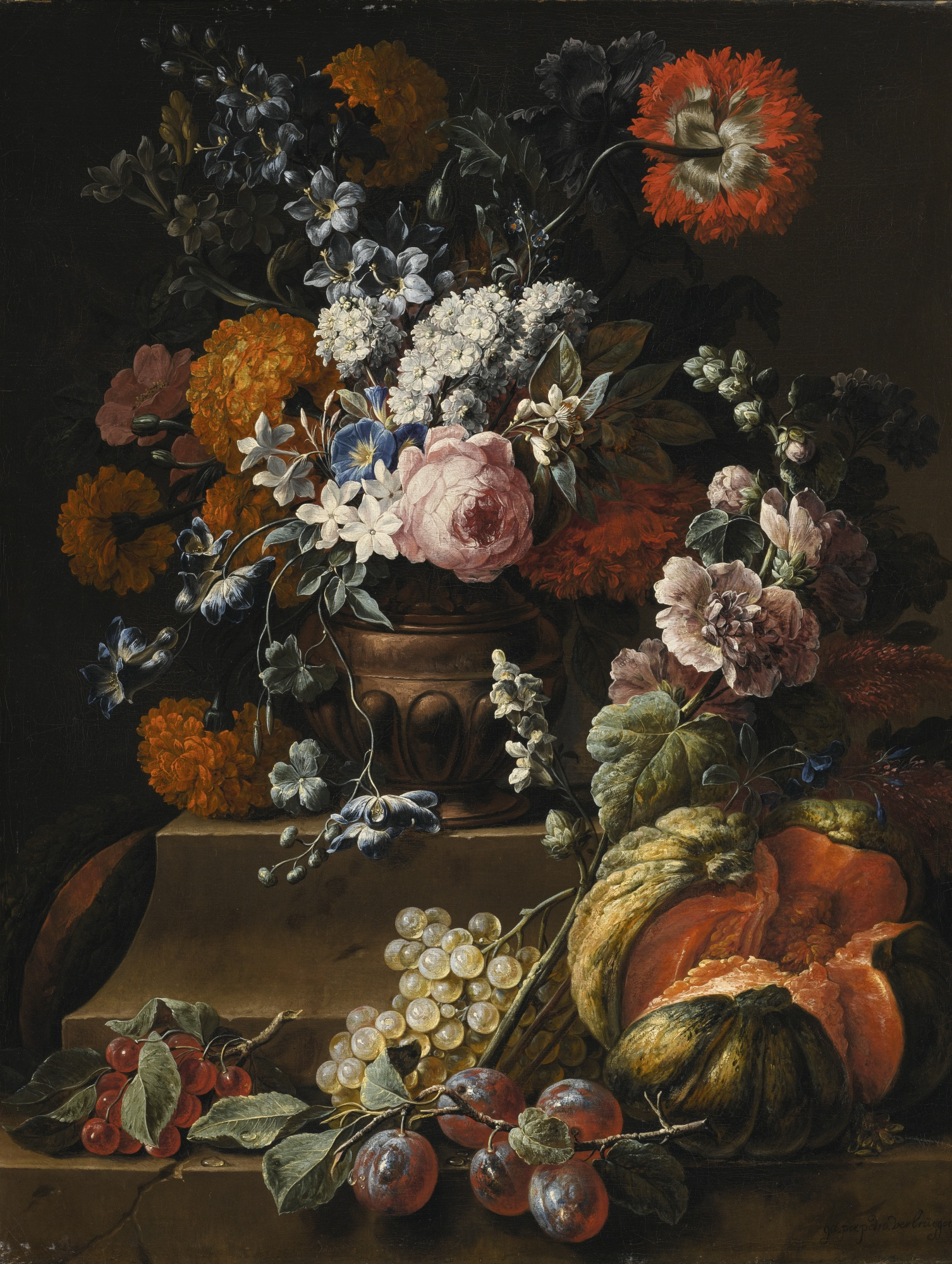
Blumenstillleben mit Melone, Kirschen, Trauben und Pflaumen, 85,4 × 66,7 cm, Privatsammlung (?)
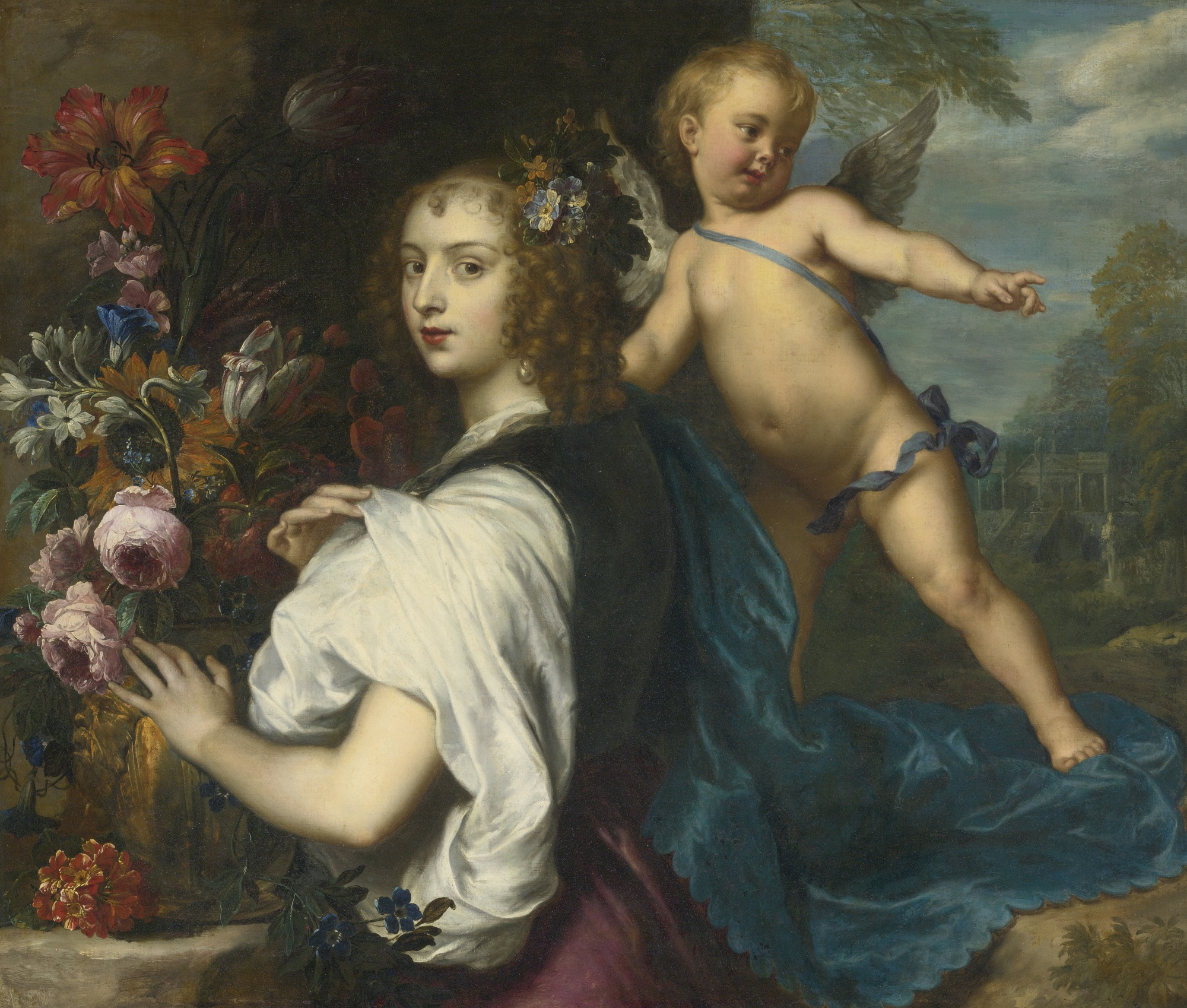
Unbekannter Figurenmaler und P. Verbruggen II (zugeschrieben, Blumen): Margaret Lemon als Erminia (freie Kopie nach Van Dyck), 160 × 124 cm, Privatsammlung (?)